# فوياه
فوياه (بالإنجليزية: Voyah) (بالصينية: 岚图؛ بالصينية: 嵐圖؛ البينيين: Lántú) هو قسم السيارات الفاخرة التابع لشركة دونغفينغ موتور المملوكة للحكومة الصينية. تأسست شركة فوياه في أبريل 2019، وهي متخصصة في تصميم وتطوير المركبات الكهربائية المتميزة. كشفت شركة دونغفنغ موتور عن شعار علامتها التجارية في مركز بيج هاوس للفن المعاصر في ووهان في 17 يوليو 2020. وقد نشأت من المشروع المشترك بين دونغفنغ ورينو.

## تاريخها
في 17 يوليو 2020، قدمت شركة دونغفنغ موتور سيارة فوياه وشعار علامتها التجارية في مركز بيج هاوس للفن المعاصر في ووهان. تم إطلاق العلامة التجارية فوياه في سبتمبر 2020 خلال معرض بكين للسيارات 2020 جنبًا إلى جنب مع مفهومي أي-فري وأي لاند،  والتي تقدم لمحة عامة عن سيارة فوياه فري SUV الفاخرة التي تم تقديمها عام 2021. تم تطوير تصميم مركبات فوياه بالتعاون مع إيتال ديزاين. تم عرض كلا السيارتين النموذجيتين كسيارات إنتاج لشركة فوياه في السنوات التالية، وتم بناء السيارات النموذجية والإنتاجية الأولية جميعها على منصة Essa الكهربائية من دونغفنغ.
في 18 ديسمبر 2020، تم إطلاق النموذج الأول من العلامة التجارية فوياه، فوياه فري التي تتوفر بمجموعتين من الطاقة، نطاق ممتد (combinations, extended range) وطاقة كهربائية خالصة. يبلغ مدى الإبحار الشامل وفقًا لـ NEDC 860 كـم (530 ميل) للنموذج ذي النطاق الموسع و 500 كـم (310 ميل) للنموذج الكهربائي البحت. في 22 يناير 2024، وقعت شركة فوياه وشركة هواوي اتفاقية تعاون استراتيجي، حيث سيتعاون الطرفان في تطوير المركبات الذكية في نموذج هواوي انسايد. في 9 أبريل 2024، خرجت مركبة فوياه رقم 100000، وهي فويا دريم، من خط التجميع.

## المنتجات
- فوياه باشن (2023 حتى الآن)، سيارة سيدان متوسطة الحجم، تعمل بالبطارية/تعمل بالكهرباء
- فوياه فري (2021 حتى الآن)، سيارة رياضية متعددة الاستخدامات متوسطة الحجم، سيارة كهربائية تعمل بالبطارية/سيارة كهربائية قابلة لإعادة الشحن
- فوياه كوراج (2024 حتى الآن)، سيارة رياضية متعددة الاستخدامات مدمجة، تعمل بالبطارية
- فوياه دريم (2022 حتى الآن)، سيارة متعددة الأغراض بالحجم الكامل، سيارة كهربائية تعمل بالبطارية/سيارة هجينة قابلة للشحن

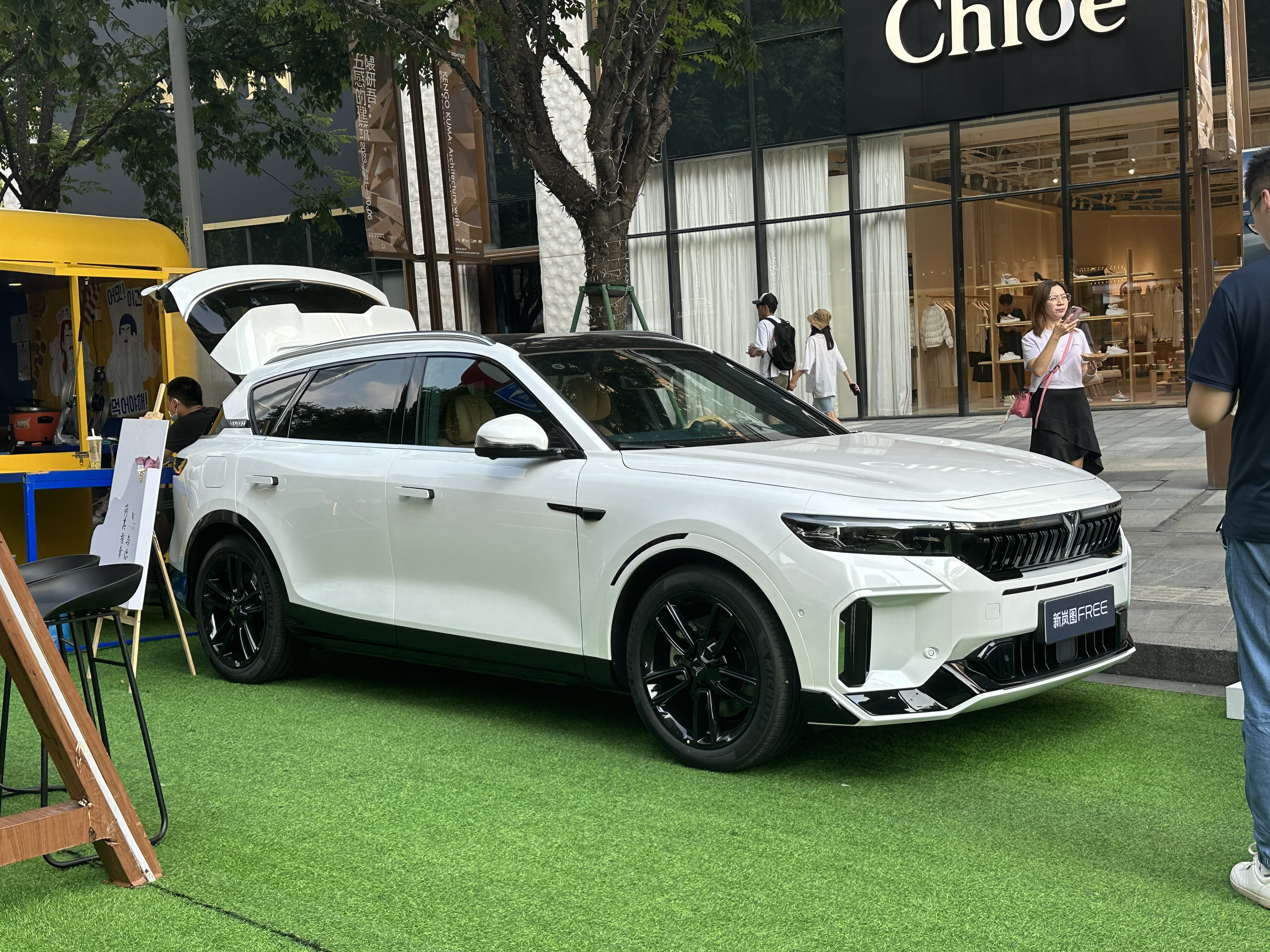
فوياه فري
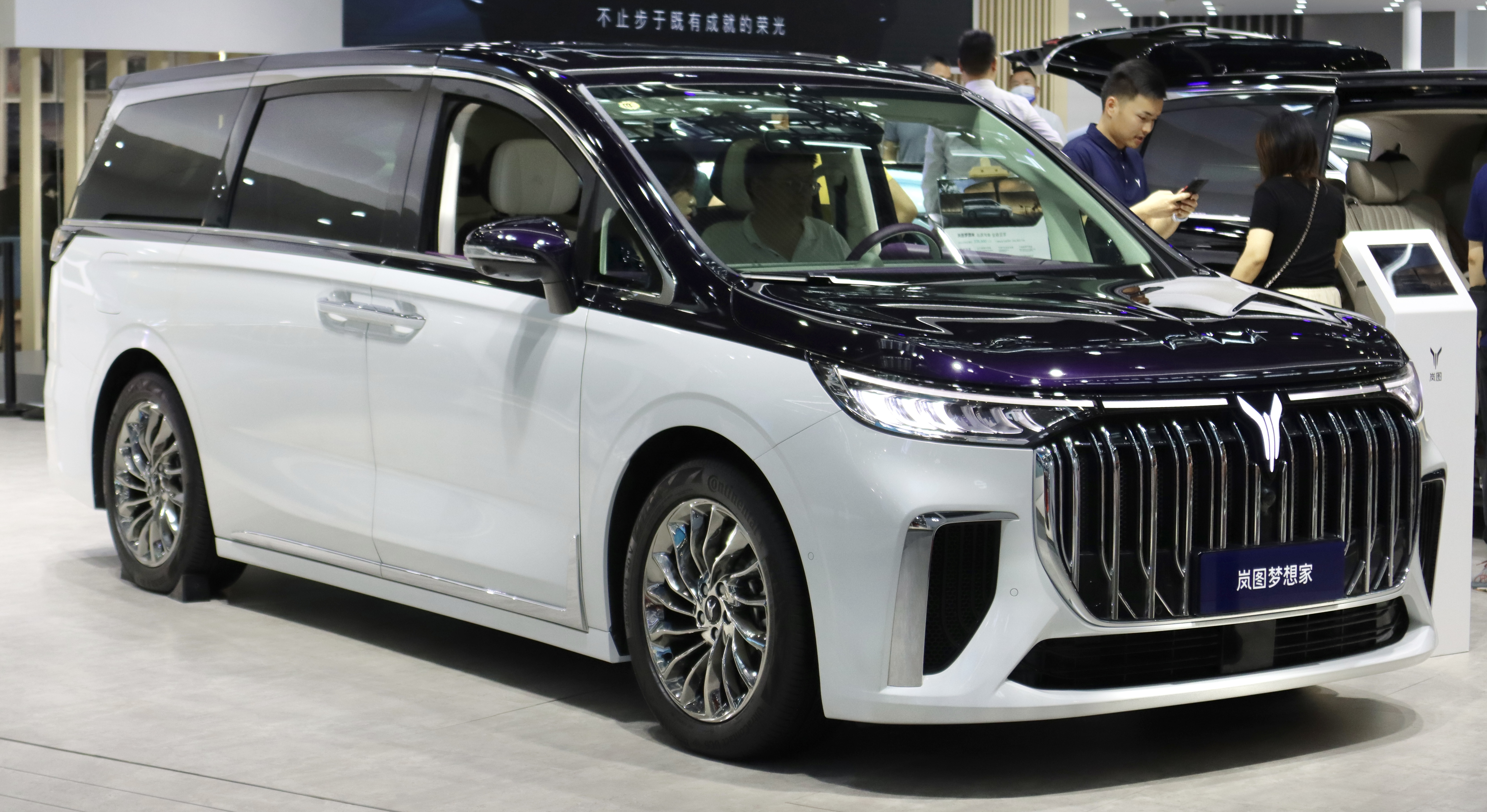
فوياه دريم
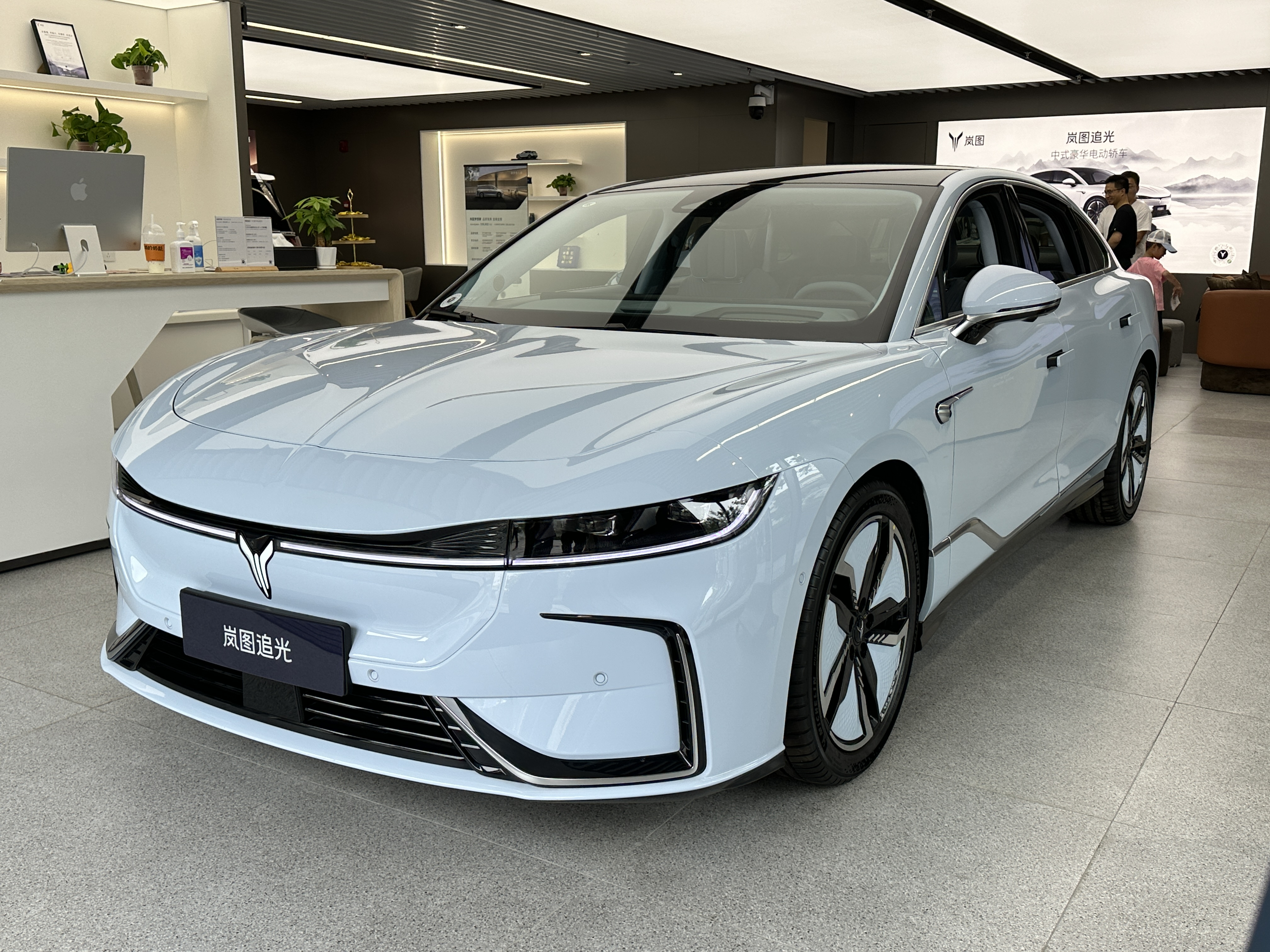
فوياه باشن
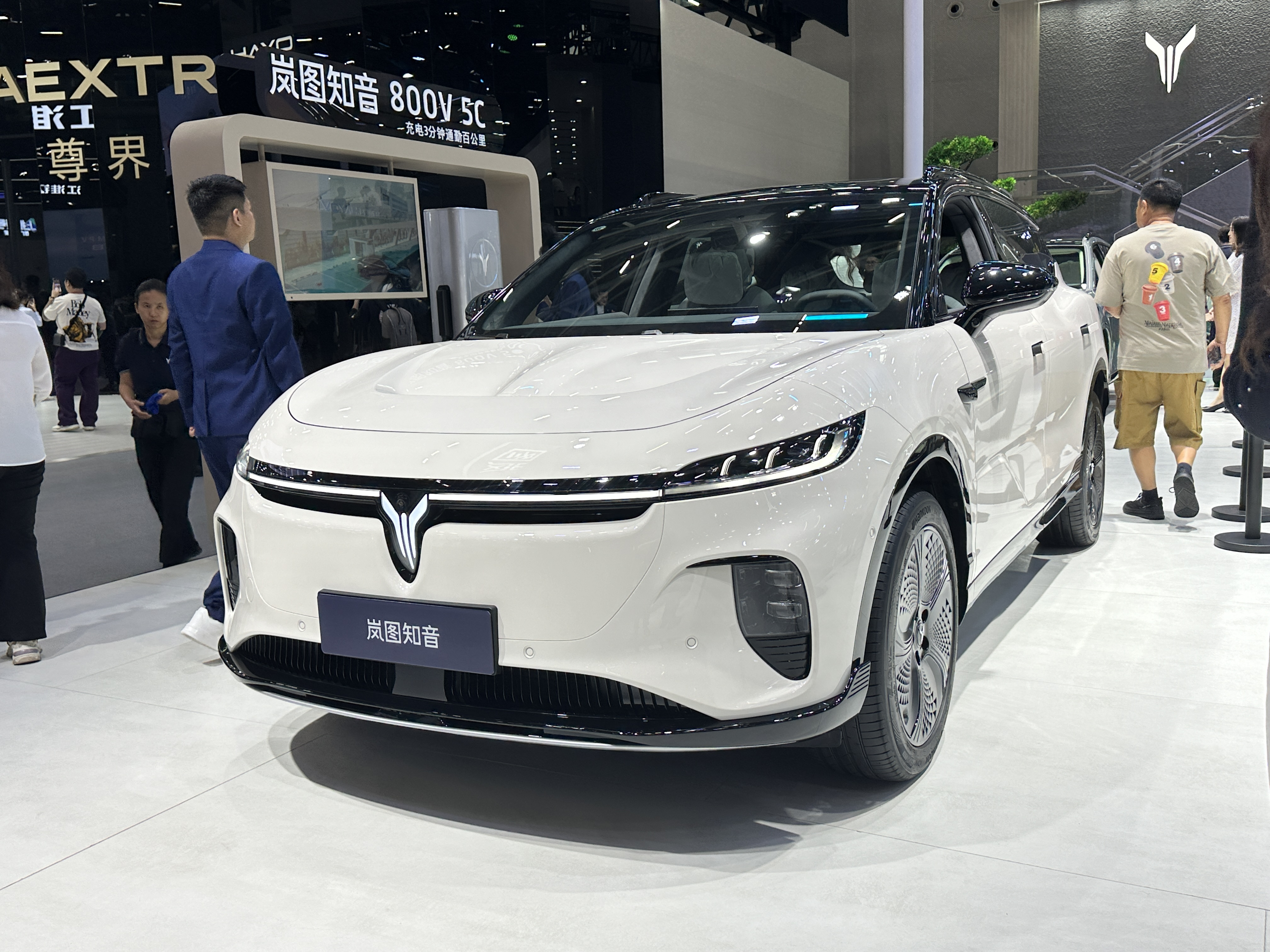
فوياه كوراج

## العمليات الخارجية
في الأسواق الخارجية دخلت شركة فوياه سوق النرويج في يونيو 2022، وفي إسرائيل في أبريل 2023 وفي بيلاروسيا في يوليو 2023. في يناير 2024، توسعت شركة فوياه إلى جنوب أوروبا مع دخول قادم إلى إسبانيا والبرتغال، في أبريل 2024 تم إطلاق الشركة في إيطاليا. في أغسطس 2024، أطلقت شركة دونغفنغ موتور العلامة التجارية فوياه في لبنان، إلى جانب العلامة التجارية إم هيرو.